# Litiasi infettiva
La Litiasi infettiva è una virosi che colpisce il pero.

## Sintomi
I sintomi sono localizzati sul frutto che si deforma in modo caratteristico con aree infossate e zone gibbose e convesse. La polpa presenta punteggiature brunastre di aree necrosate e presenta pietrosità all'interno della polpa.

## Eziologia
La litiasi infettiva si differenzia dalle non infettive, non causate da virus, ma che possono manifestarsi in caso di:
- Punture di Miridi
- Carenza di Boro